# Deuxième amendement de la Constitution des États-Unis
Le 2e amendement de la Constitution des États-Unis d’Amérique reconnaît la possibilité pour le peuple américain de constituer une milice (« bien organisée ») pour contribuer « à la sécurité d'un État libre », et il garantit en conséquence à tout citoyen américain le droit de détenir des armes.
Il fait partie des dix amendements écrits et votés le 15 décembre 1791, couramment appelés « Déclaration des droits » (Bill of Rights). Long de seulement 28 mots, il fait l'objet de nombreux débats liés au contrôle des armes à feu et au droit du port d'armes.

## Texte
Le texte traduit du deuxième amendement est le suivant :

« Une milice bien organisée étant nécessaire à la sécurité d'un État libre, le droit du peuple de détenir et de porter des armes ne doit pas être transgressé. »

Le IIe amendement a cependant été écrit de deux façons différentes :
- Le texte voté par la Chambre des Représentants et le Sénat est :

« A well regulated Militia, being necessary to the security of a free State, the right of the people to keep and bear Arms, shall not be infringed »

- L'original et les copies distribuées aux États, et ratifiées par ces derniers, ont une capitalisation et ponctuation différentes (forme conservée dans la traduction) :

« A well regulated militia being necessary to the security of a free State, the right of the People to keep and bear arms shall not be infringed. »

Les deux versions sont utilisées de façon identique dans les publications officielles des gouvernements. Le manuscrit original du Bill of Rights, approuvé par la Chambre et le Sénat, fut préparé par l'écrivain William Lambert (en) et est détenu aux Archives nationales américaines.
Le deuxième amendement est le seul amendement constitutionnel qui a une clause préliminaire. Cependant, de telles constructions étaient employées couramment dans d'autres textes.

## Histoire juridique
La codification de ce droit dans la Déclaration des droits (Bill of Rights) répond, dans le contexte de l'union de plusieurs États, à la crainte que le nouveau gouvernement fédéral puisse désarmer le peuple pour lui imposer des règles via une armée de métier ou une milice « de type britannique ». L'Histoire a montré que des tyrans avaient déjà éliminé une résistance « en retirant les armes au peuple et en rendant illégal le fait d’en conserver afin de supprimer les opposants politiques ». Cette inquiétude est particulièrement forte dans les États du Sud, où l'esclavage est pratiqué massivement, avec des populations de captifs jusqu'à quatre fois supérieures à celles des hommes libres, notamment en Virginie. La Révolte des esclaves à Haïti survenue en 1791, année de l'adoption de cet amendement, vient confirmer les craintes des esclavagistes. Aussi, cet amendement est-il un compromis, obtenu par ces États auprès de James Madison, leur garantissant de maintenir les slave patrols (milices esclavagistes) en échange de la ratification de la Constitution.
Dans son sens premier, cet amendement visait explicitement la défense de l'État par une communauté armée et régulée, mais il a ensuite été de plus en plus interprété comme justifiant un droit à l'autodéfense de citoyens contre d'autres citoyens : ainsi dans son jugement District of Columbia v. Heller de 2008 la Cour suprême des États-Unis a considéré que l’autodéfense était un élément central du droit au port d'armes, au point, selon certains juristes, de faire complètement perdre au deuxième amendement son sens originel.
Le débat ouvert notamment par Levinson en 1989 s'est poursuivi, alors qu'après deux siècles le contexte des États-Unis avait changé : s'agit-il d'un droit individuel (protection du citoyen contre d'autres) ou un droit collectif (protection des citoyens réunis en milice contre des individus, voire contre les éventuels excès de l'État) ? Une grande partie du débat se focalisait sur la clause préliminaire du texte de l'amendement faisant référence, d'une part, à une « milice bien organisée » et, d'autre part, au fait que cette milice doit défendre un « État libre ».
En outre, du fait que le District de Columbia n’est pas un État et le seul gouvernement concerné par l’affaire Heller, l’incertitude demeurait : son interprétation du deuxième amendement s’appliquait-elle aux États et aux instances locales par l’incorporation au travers du XIVe amendement, ? Cette incertitude a été levée dans l'arrêt McDonald v. Chicago de 2010, dans lequel la Cour suprême a annulé les dispositions d'un règlement municipal de la ville de Chicago prohibant la détention d'armes de poing ainsi que d'autres réglementations relatives aux fusils et autres armes de chasse.
Après ces décisions, le dissensus persiste néanmoins sur le sens juridique à donner au second amendement dans le contexte historique des XXe et XXIe siècles, notamment en raison de la non-prise en compte de la première partie de l'amendement dans l'affaire Heller et d'autres,.

### Origines et racines historiques
Le concept de milice universelle est originaire d'Angleterre,,. La condition permettant au sujet de porter une arme et de servir dans l'armée,,, date au moins du XIIe siècle, quand le roi Henri II oblige les hommes libres à prendre les armes pour la défense publique (voir Assize of Arms de 1181 (en)).
Il est alors coutumier pour un soldat d'acheter, maintenir en état, conserver et apporter sa propre armure et ses propres armes au service militaire. Ceci est si important que les fonctionnaires de la Couronne inspectent périodiquement la milice pour vérifier qu'elle est bien armée.
Le roi Henri II requiert que tous ses sujets de 15 à 50 ans (dont les sujets non-propriétaires) possèdent une arme autre que le couteau. La raison d'une telle exigence est qu'en l'absence d'une armée régulière et de forces de police (qui n'ont été établies qu'en 1829), il est du devoir de chaque homme de veiller la nuit pour neutraliser les malfaiteurs. Chaque sujet a l'obligation de protéger la paix du roi et de participer à la suppression des émeutes. Ceci resta quasiment inchangé jusqu'en 1671, quand le Parlement d'Angleterre créa un statut qui rendait les conditions de possession d'armes à feu beaucoup plus exigeantes. Ce statut désarmait tout le monde sauf les riches.
En 1686, le roi Jacques II interdit sans exception la possession d'armes à feu aux protestants, alors que ceux-ci représentaient 95 % des sujets anglais. Trois ans plus tard, en 1689, l'arrivée au trône de Guillaume III inverse le droit avec la signature de la déclaration des droits de 1689 qui déclare que les « sujets qui sont protestants doivent avoir des armes pour leur défense appropriées à leur condition, comme le permet la loi. »,.

### Common lawanglaise
Tout comme les sujets britanniques, les colons protestants ont le droit de posséder une arme d'après la Déclaration des droits anglaise de 1689. Elle définit que :
« Les sujets qui sont protestants peuvent avoir les armes nécessaires à leurs conditions, et comme préconisé par la loi. »
Les droits des sujets britanniques de posséder une arme sont repris par la common law anglaise. Le traité Commentaries on the Laws of England de Sir William Blackstone, est hautement influent et utilisé comme référence pour la Common law anglaise. Dans sa doctrine, Blackstone y décrit le droit de port d'armes de la manière suivante :
« Le cinquième et dernier droit du sujet, que je mentionnerai actuellement, est d'avoir une arme pour sa défense, souhaitable à leur condition et degré, et comme cela est permis par loi. Ceci est déclaré par les statuts I W. & M. st.2. c.2. et est assurément une reconnaissance publique, sous des restrictions dues, du droit naturel de résister et de l'instinct de conservation, quand les moyens de l'État et de la loi s'avèrent insuffisants pour contenir la violence de l'oppression. »
Les droits des colons de posséder des armes sont énoncés dans les articles d'un journal révolutionnaire, notamment dans le journal bostonien Journal of the Times, imprimé le 13 avril 1769 :
« Les exemples licencieux et outrageux pratiqués par les gardiens de la paix, se multiplient à notre égard ; certains sont d’une telle nature, et ont été portés à une telle intensité, qu’ils ont servi à indiquer pleinement que le récent vote de cette ville appelant ses citadins à se munir d’armes pour leur défense, était une mesure aussi prudente que légale : de telles violences doivent toujours être appréhendées par les troupes militaires lorsqu’elles sont divisées au sein d’une ville populeuse ; à plus forte raison, lorsqu’elles sont amenées à croire qu’elles sont nécessaires pour intimider un esprit de rébellion injustement dénoncé. C’est un droit naturel que les citoyens ont, confirmé par la Déclaration des droits, de posséder des armes pour leur propre défense ; et comme le fit observer Mr. Blackstone, il est légalement valable d’en user lorsque les sanctions de la société et les lois se révèlent être insuffisantes pour réfréner la violence ou l’oppression,. »
John Adams, avocat de la défense des soldats britanniques et futur président des États-Unis, plaide lors du jugement du massacre de Boston en 1770 :
« Ici chaque personne est autorisée à s'armer, et sur le pouvoir de son autorité, et je ne nie pas que chaque habitant ait le droit de s'armer, pour sa défense, pas pour l'offense,... »
Au début de la Révolution américaine, pour se défendre contre les efforts britanniques de désarmer leurs milices, les colons citent la Déclaration des droits, le traité de Blackstone de la Déclaration des droits, leur propre loi sur la milice et les droits de la common law. La politique britannique vise alors à empêcher une action coordonnée des milices. Il n'existe aucune preuve laissant penser que les Anglais cherchent à restreindre les droits à l'autodéfense (coutumiers, inscrits dans la common law). En effet, dans ses arguments au nom des troupes britanniques lors du massacre de Boston, John Adams invoque le droit coutumier à l'autodéfense.
Thomas B. McAffee & Michael J. Quinlan énoncèrent que « …Madison n'a pas inventé le droit de port d'arme quand il a rédigé le Deuxième amendement — ce droit préexistant à la common law et aux constitutions primordiales des États ».
Avant Heller, d'autres que lui ont distingué le droit d'avoir une arme et celui de se défendre ; Robert Spitzer (en) énonce : « ... le fait de l'autodéfense personnelle ou individuelle, même face à des animaux sauvages ou des prédateurs des temps modernes, ne fait pas partie du Deuxième amendement. Rien dans l'histoire, la construction, ou l'interprétation de l'amendement ne concerne une telle protection. En revanche, la protection légale pour l'autodéfense personnelle résulte de la common law britannique traditionnelle et du droit pénal moderne ; et non des lois constitutionnelles. »,. Heyman fit de même en remarquant que le droit à l'autodéfense de la common law était légalement distinct du droit de porter une arme. Toutefois, dans le cas District of Columbia v. Heller, la Cour suprême a statué que l'autodéfense est un composant central du droit.

### Permettre aux États du Sud de maintenir l'esclavage
Afin d'obtenir la ratification de la Constitution par les États du Sud, et en particulier de la Virginie, James Madison soutient le projet de Déclarations des droits afin de les rassurer sur une problématique qui leur est vitale. L'esclavage y est alors massivement pratiqué, et la population de captifs est jusqu'à quatre fois supérieure à celle des hommes libres. Ces États vivaient dans la crainte des soulèvements d'esclaves, avec comme exemple récent celui de Saint-Domingue. Ils s'en protégeaient grâce à des milices esclavagistes (Slave patrols), dans lesquelles la plupart des hommes blancs du Sud, âgés de 18 à 45 ans, devaient servir à un moment ou un autre dans leur vie.

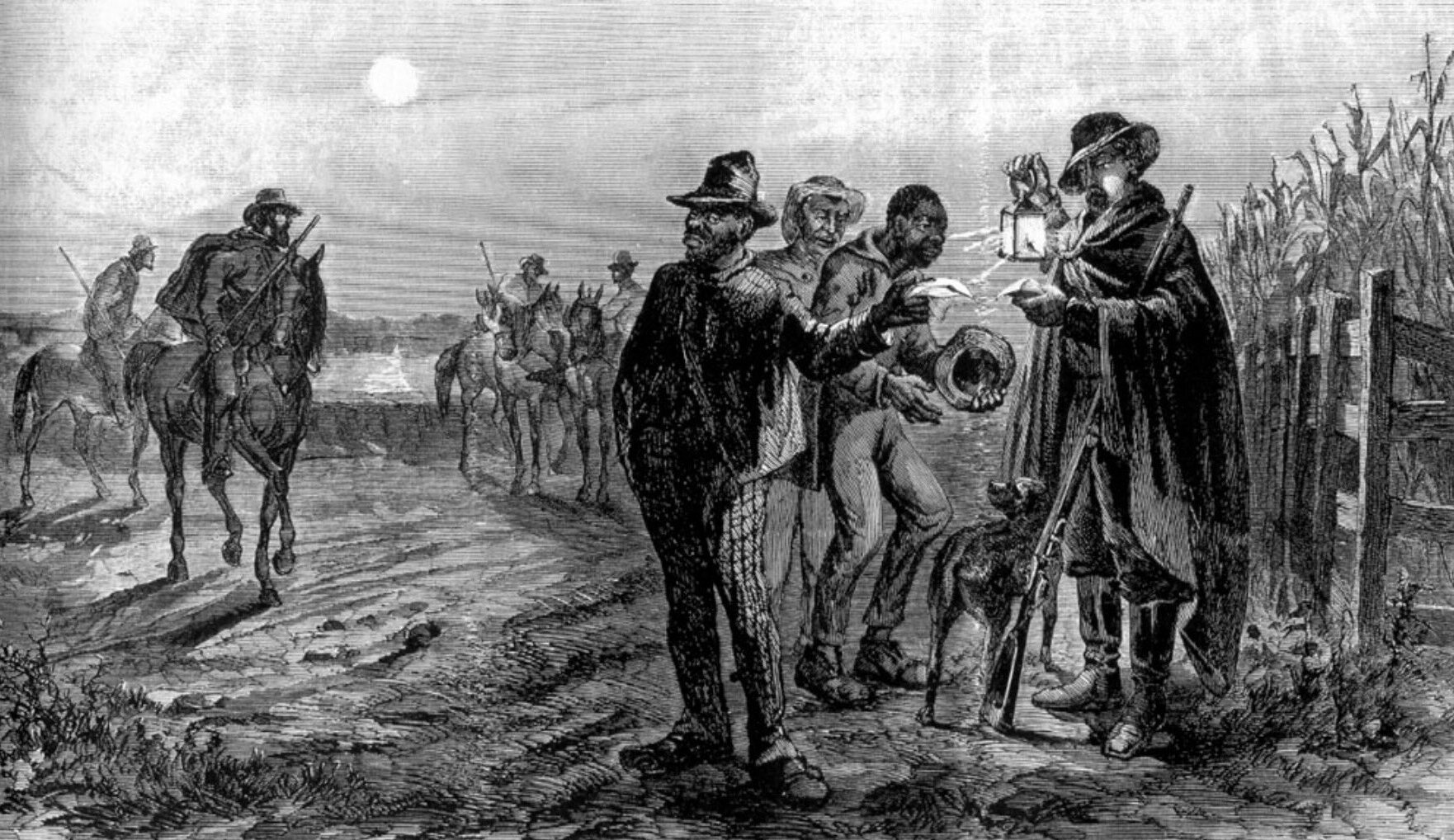
Milices esclavagistes, les milices du Deuxième amendement.

Au moment où la Constitution a été ratifiée, des centaines de soulèvements d'esclaves ont eu lieu à travers le Sud. La crainte de ces États était que la Constitution permette aux États du Nord, soit de dissoudre ces milices, soit d'intégrer les esclaves du Sud au service militaire, conduisant à leur émancipation. Ces deux possibilités menaçaient de faire s'effondrer l'institution de l'esclavage, ainsi que les systèmes économiques et sociaux du Sud. Les esclavagistes se souviennent notamment des épisodes récents de 1775, et 1779, où Lord Dunmore et Henry Clinton affranchirent des esclaves pour les intégrer dans l'armée britannique face aux colons américains.
Cette préoccupation est clairement exprimée par Patrick Henry pour qui, avec cette nouvelle constitution, « Si le pays est envahi, un État peut aller faire la guerre, mais ne peut pas réprimer un soulèvement [d’esclaves]. S'il devait arriver une insurrection d’esclaves, le pays ne pourrait pas être considéré comme envahi. Ils ne peuvent ainsi la supprimer sans l'interposition du Congrès... Le Congrès, et seulement le Congrès peut appeler la milice [en vertu de la nouvelle constitution] ».
C'est pourquoi Madison, qui avait déjà commencé à préparer des amendements à la Constitution, change son premier projet sur la question de la milice, avec le remplacement du mot pays (Country), par le mot État (State), pour garantir aux États du Sud de pouvoir maintenir leurs milices esclavagistes. De même, en reliant « une milice bien organisée » au droit de porter des armes, James Madison, lui-même propriétaire d'esclaves, a pour objectif d'empêcher les populations noires de détenir des armes, privilège ainsi réservé aux seules milices composées de Blancs.

## Jurisprudence
Durant plus d'un siècle après la ratification de la Bill of Rights, la signification du Deuxième amendement, et la façon dont il devait être impliqué, n'intéressait pas autant qu'aujourd'hui. La réglementation était en bonne partie définie par chaque État, et la première jurisprudence sur la régulation des armes concernait l'interprétation des États du Deuxième amendement. L'exception notable à la règle générale est l'affaire Houston v. Moore 18 U.S. 1, où la Cour suprême des États-Unis mentionna le Deuxième Amendement dans un aparté, mais l'histoire judiciaire l'identifia mal, puisqu'il fut invoqué sous le nom de « Cinquième Amendement ».

### Antebellum et Reconstruction
Avec l'abolition de l'esclavage et la guerre de Sécession, la question du droit des esclaves libérés de porter une arme et d'entrer dans une milice vint à l'attention des Cours fédérales.
Dans le cas Scott v. Sandford, 60 U.S. 393 (la « Dred Scott Decision »), la Cour suprême indiqua que : « Cela donnerait aux personnes noires, qui furent reconnus citoyens dans tous les États de l'Union… la pleine liberté… de porter une arme où qu'ils aillent ».
Quand le XIVe amendement fut écrit (1868), le représentant de l'Ohio, John Bingham, utilisa la phrase de la Cour : « privilèges et immunités des citoyens » pour inclure les droits mentionnés dans le Bill of Rights sous sa protection et protéger ces droits des législations d'État.
Le débat au Congrès à propos du XIVe amendement après la guerre de Sécession s'est également concentré sur ce que les états sudistes faisaient pour nuire aux esclaves nouvellement libérés. Une de ces nuisances était le désarmement des anciens esclaves.
La Cour suprême énonce dans le cas Robertson v. Baldwin, 165 U.S. 275 que :
« le droit du peuple de porter une arme (Art. II) n'est pas violé par des lois interdisant le transport des armes cachées. »

### Cour suprême
Les principaux cas de la Cour suprême sont les suivants : District of Columbia v. Heller (2008), United States v. Miller (1939), Presser v. Illinois (1886) et United States v. Cruikshank (1875).

#### District of Columbia v. Heller
Dans le cas District of Columbia v. Heller, la Cour suprême a jugé le 26 juin 2008 que « Le deuxième amendement protège le droit individuel de posséder une arme à feu sans pour autant servir dans la milice, et d'utiliser cette arme dans la limite des dispositions prévues par la loi (telles que les lois Brady), telle que l'autodéfense au sein de sa maison », et « que la loi du District bannissant les armes de poing chez soi viole le deuxième amendement, tout comme le fait son interdiction à domicile dans le seul but de procurer un moyen d'autodéfense immédiat ».
La Cour a soutenu que la clause préliminaire de l'amendement servait à clarifier la clause effective, mais ni ne limite ni n'augmente la portée de la clause effective. Le juge Stevens dit que le droit de posséder une arme à feu seulement en relation avec la milice et que les lois du District de Columbia constituaient une régulation permissive. Cependant, joint à cet arrêt, le juge Scalia exprima l'opinion que l'interprétation du juge Stevens de la phrase « conserver et porter des armes » est incohérente et grotesque.

#### United States v. Miller
Dans le cas United States v. Miller, U.S. 174 (1939), la Cour rejeta une contestation, basée sur le Deuxième amendement, du National Firearms Act interdisant le transport, entre États, d'armes non enregistrées de Niveau II :
Jack Miller et Frank Layton « ont illégalement transporté entre États dans le but d'en faire commerce de Claremore, Oklahoma à Siloam Springs, Arkansas une certaine arme, un fusil de chasse à double canon possédant un canon de moins de dix-huit pouces de longueur... au moment du transport de ladite arme en commerce entre états... sans avoir enregistré ladite arme comme requis par la Section 1132d, Titre 26, Code des États-Unis,... et sans avoir en leur possession un ordre écrit et cacheté comme prévu par la Section 1132C... »
Dans un avis unanime, la Cour suprême a statué que « l'objection que le National Firearms Act usurpe les pouvoirs de police réservés aux états est pleinement indéfendable. » Comme la Cour a expliqué :

« En l'absence de toute preuve tendant à montrer que la possession ou l'utilisation d'un fusil ayant un canon de moins de dix-huit pouces de longueur a actuellement quelque rapport raisonnable avec le maintien ou l'efficacité d'une milice bien réglementée, nous ne pouvons pas dire que le Deuxième amendement garantisse le droit de conserver et de porter ce genre d'instrument. Assurément, il n'est pas notifié que cette arme est une partie de l'équipement militaire ordinaire ou que son usage pourrait contribuer à la défense commune. »

Les défenseurs du droit à posséder, transporter et utiliser des armes ont clamé que la Cour dans l'affaire Miller a décidé que le Deuxième amendement protège le droit de conserver toute arme faisant « partie de l'équipement militaire ordinaire ». Ils ont aussi reproché à la Cour de n'avoir pas examiné la question de savoir si le fusil à canon scié, en question dans l'affaire, pourrait être valable pour une défense personnelle, en tenant seulement compte de son utilité pour la défense commune[réf. nécessaire].

#### Presser v. Illinois
Dans le cas Presser v. Illinois, 116 U.S. 252, la Cour réaffirma Cruikshank (ci-dessous), en maintenant que le Second amendement limitait seulement l'autorité du gouvernement.

#### United States v. Cruikshank
Dans le cas United States v. Cruikshank, 92 U.S. 542, la Cour suprême ordonna que, puisque le « Deuxième amendement n'a d'autre effet que celui de restreindre les pouvoirs du gouvernement national », le gouvernement fédéral ne devait pas punir les citoyens en les privant du droit de porter une arme. La Cour ne reconnut pas la doctrine d'incorporation à cette période du 19e.

## Recherches sociopsychologiques
Sociologues et psychologues s'inquiètent notamment des conséquences de cet amendement pour la sécurité et la vie des enfants : en juin 2017 la revue Pediatrics publie une étude dont il ressort qu'aux États-Unis les blessures par balles sont la troisième cause de mortalité chez les enfants. Selon l'étude, 25 mineurs meurent chaque semaine après s'être fait tirer dessus. Et 91 % des enfants tués en 2010 dans les pays riches par des armes à feu sont Américains.

## Discussion autour de l'amendement

### Historique
Le président Ulysses S. Grant traite du droit de porter des armes dans son discours au Congrès le 19 avril 1872 en disant que « priver les citoyens de couleur du droit de port d'arme était parmi les buts du Ku Klux Klan ». En 1883, cinq années après la fin de sa présidence, Grant devient président de la National Rifle Association of America (NRA).
À la suite de la tentative d'assassinat du président élu Franklin D. Roosevelt de 1933, celui-ci propose le National Firearms Act, voté par le Congrès en 1934. Selon la rumeur qui court alors, la tentative d'assassinat est perpétrée par un homme dérangé.
En 2001, le Département fédéral de la Justice sous la direction de l'Attorney General John Ashcroft émet un mémorandum déclarant que le Deuxième amendement protège le droit individuel de porter des armes.
En 2004, le département de la Justice toujours sous la direction de l'Attorney General John Ashcroft a émis un avis intitulé « Whether the Second Amendment Secures an Individual Right ». Selon l'avis en question :
« The Second Amendment secures a personal right of individuals, not a collective right that may be invoked only by a State or a quasi-collective right restricted to those persons who serve in organized militia units. »
Au cours de son second mandat, Barack Obama tente de limiter la détention des armes à feu, par la voie législative, mais sans succès compte tenu de l'opposition des républicains, puis par la voie des ordres exécutifs. Sa volonté de réforme provoqua des achats de paniques, les acquisitions préventives d'armes à feu juste avant les élections ont explosé sous sa présidence.

### Débats actuels
Cet amendement est un pilier important de la société et de la politique intérieure américaine. Son interprétation actuelle — loin du contexte historique de sa rédaction — est cependant controversée, fréquemment et depuis de nombreuses années. Deux tendances s'opposent :
- L'une, reprise par le Parti républicain et le lobby américain des armes estime qu'il signifie que le port d'armes est autorisé pour tous les citoyens et sans condition ; en quelque sorte inaliénable, tout comme la liberté de religion, d'expression, etc.
- L'autre, adoptée par le Parti démocrate estime que le législateur a voulu par cet amendement signifier que le port d'armes doit être autorisé dans le contexte d'une « milice bien organisée », et n'est pas censé être un droit illimité.

Ce texte a été  produit par un écrivain (William Lambert) et non par un juriste, et il pose plusieurs problèmes sémantiques : la notion de milice a évolué depuis cette époque. En outre, le mot people (qui doit pouvoir être armé au sens de cet amendement) peut ici avoir deux sens : celui d'individu ou l'ensemble des citoyens américains. Les auteurs ont-ils voulu dire que les citoyens peuvent détenir des armes pour défendre l’État s'il est attaqué (comme dans l'armée suisse aujourd'hui) ou que les citoyens peuvent utiliser ces armes pour leur propre défense, contre d'autres citoyens ?
Historiquement, l'interprétation républicaine domine chez le législateur. Le port d'armes pour tous est historique et est encore favorisé (même hors du contexte devenu désuet d'une « milice bien organisée »). Certaines villes ont tenté de réglementer les armes à feu pour lutter contre la violence armée, notamment Washington D.C., limitant le port d'armes ou obligeant leur déclaration à la police. En 2008, la Cour suprême américaine a affirmé le droit de chaque Américain à posséder une arme sans toutefois invalider la loi de la capitale fédérale concernant la déclaration des armes à la police.

### Contexte historique et évolution des armes à feu

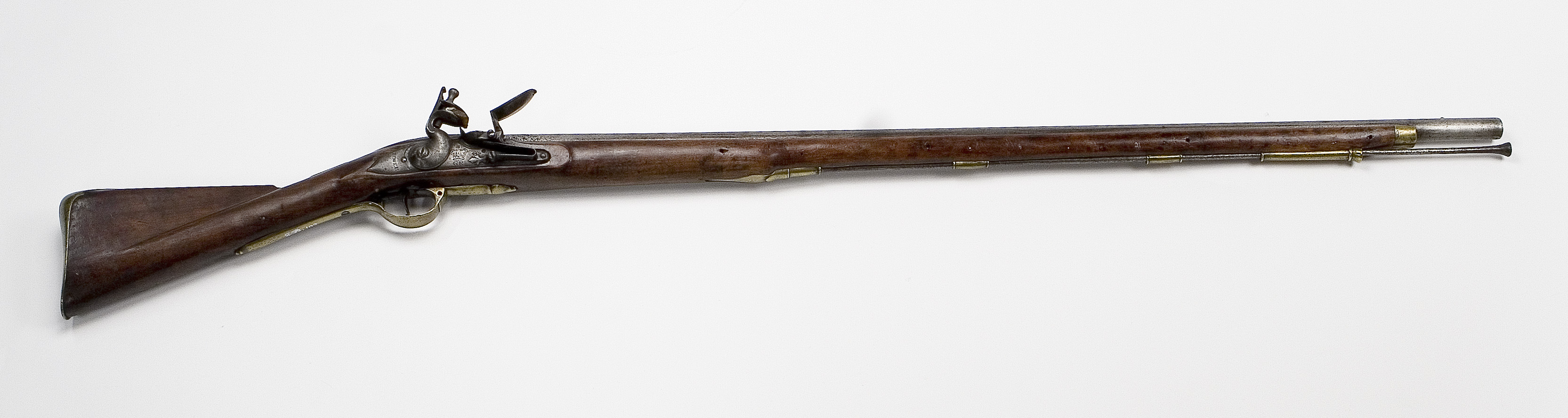
Fusil Brown Bess au XVIIIe siècle.

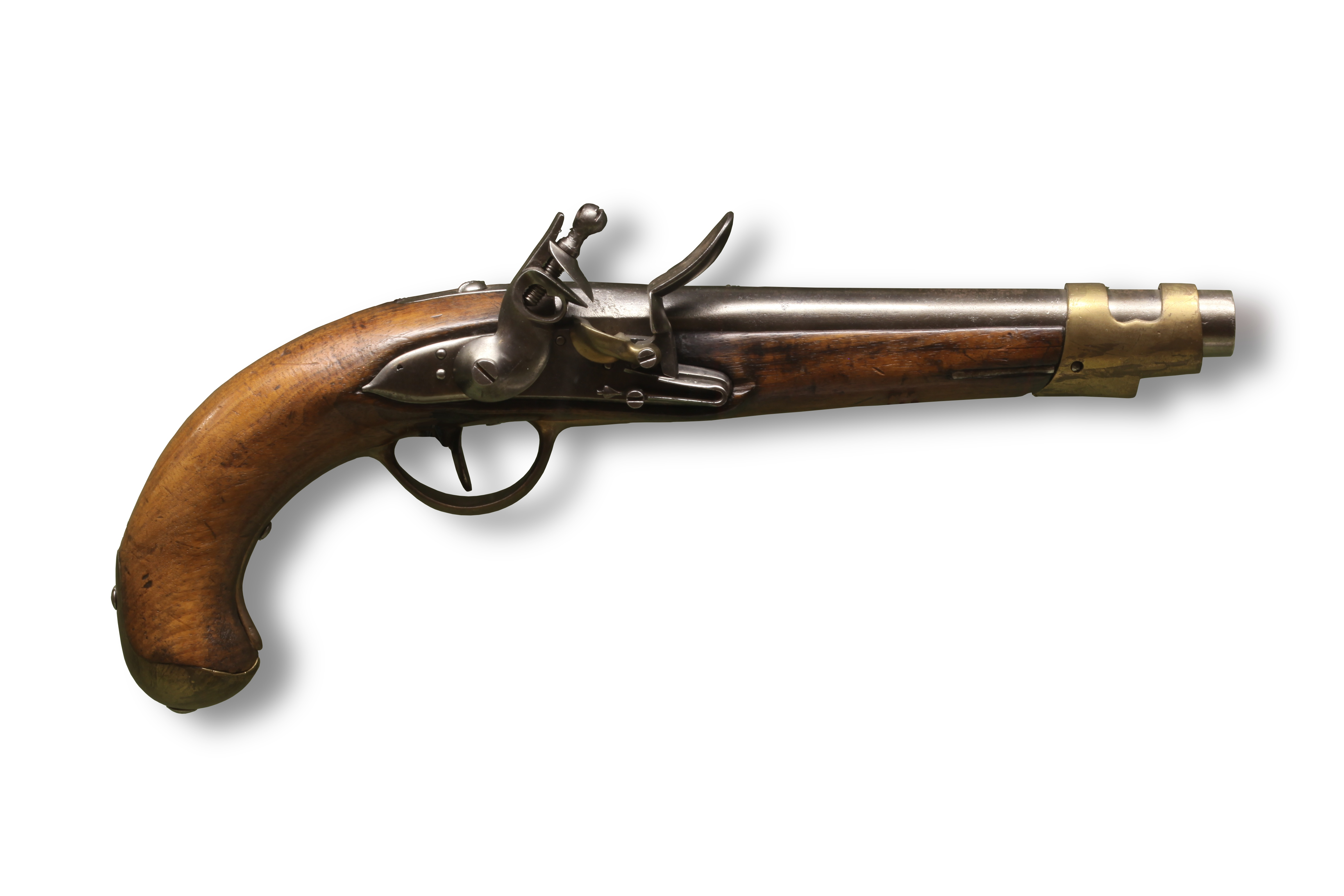
Pistolet à silex utilisé durant les Guerres de la Révolution française vers 1790-1795.

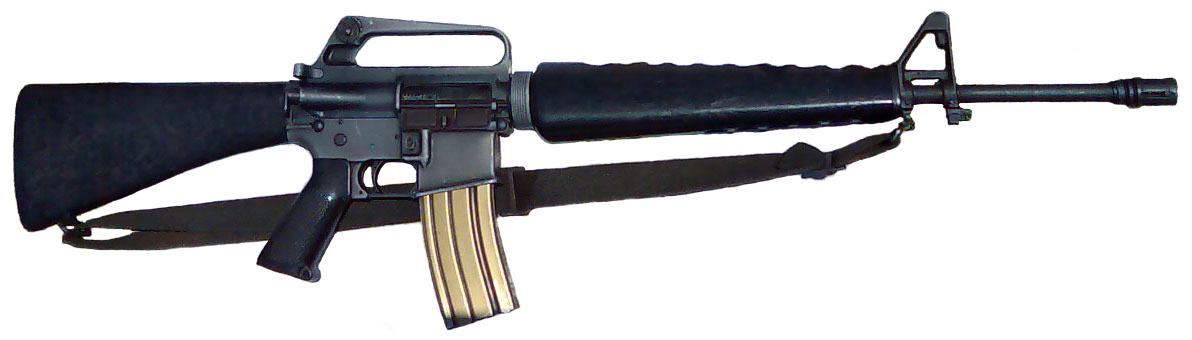
Le fusil d'assaut M16 contemporain, pouvant tirer des munitions en rafale, et plus précis.

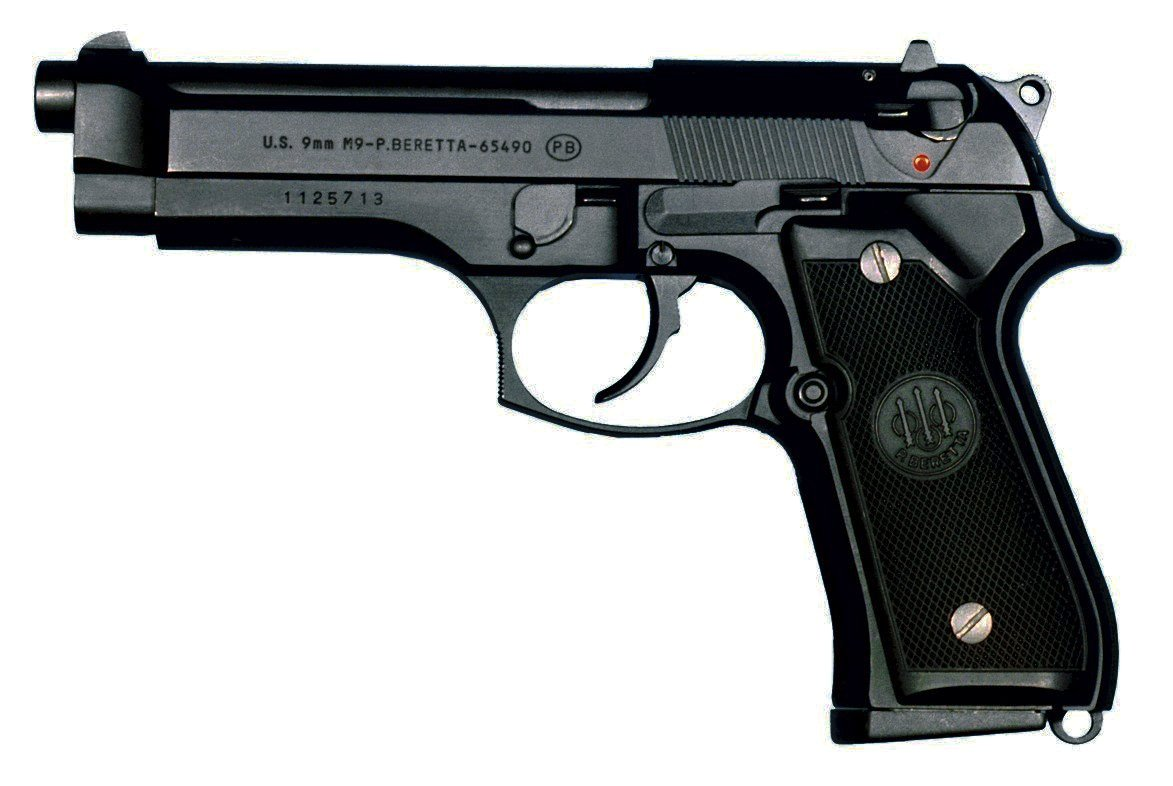
Le Beretta 92 est en 2010 l'un des pistolets les plus utilisés au monde, en raison de son adoption par différentes armées.

La rédaction de cet amendement à la fin du XVIIIe siècle intervient au sortir de la guerre d'indépendance, au moment où les treize ex-colonies britanniques prennent leur autonomie vis-à-vis de la couronne. Dans ce contexte, la police aux États-Unis et l'armée des États-Unis ne sont qu'alors embryonnaires. Il revient alors à chaque individu de veiller à sa sécurité et de contribuer à celle de ses proches. Dans ce vaste territoire, largement rural et pas encore totalement pacifié à l'époque, les milices citoyennes sont mises à contribution, si bien que le port d'une arme relève, à l'époque, d'une quasi-évidence. La conquête de l'Ouest ne débute qu'au XIXe siècle.
Les armes, jusqu'au milieu du XIXe siècle, fonctionnent avec de la poudre noire. Lors de la guerre d'indépendance, les fusils à poudre noire Brown Bess et Charleville sont les plus utilisés, en plus du pistolet qui fonctionne également avec de la poudre noire, qui consiste à mettre de la poudre dans la bouche du canon. Bien qu'il existait des cartouches en papier comme munition, elles étaient très peu utilisées. Par la suite, vers 1825, Casimir Lefaucheux invente la cartouche à broche, puis vers 1855, Clément Pottet notamment invente la cartouche métallique. Ces types d'armes à poudre noire, en raison de la lenteur pour recharger l'arme, et l'impossibilité de tirer plusieurs coups dans un court laps de temps, contrairement aux armes contemporaines, comme le fusil d'assaut ou le pistolet munis d'un magasin avec plusieurs cartouches, rendait difficile jusqu'au XXe siècle une tuerie de masse par une personne ou un petit groupe de personnes.

### Citations originales
1. ↑  « The fifth and last auxiliary right of the subject, that I shall at present mention, is that of having arms for their defence, suitable to their condition and degree, and such as are allowed by law. Which is also declared by the same statute I W. & M. st.2. c.2. and is indeed a public allowance, under due restrictions, of the natural right of resistance and self-preservation, when the sanctions of society and laws are found insufficient to restrain the violence of oppression.(en) William Blackstone, Commentaries on the Laws of England, p. 136 »
2. ↑  « Instances of the licentious and outrageous behavior of the military conservators of the peace still multiply upon us, some of which are of such nature, and have been carried to such lengths, as must serve fully to evince that a late vote of this town, calling upon its inhabitants to provide themselves with arms for their defense, was a measure as prudent as it was legal: such violences are always to be apprehended from military troops, when quartered in the body of a populous city; but more especially so, when they are led to believe that they are become necessary to awe a spirit of rebellion, injuriously said to be existing therein. It is a natural right which the people have reserved to themselves, confirmed by the Bill of Rights, to keep arms for their own defence; and as Mr. Blackstone observes, it is to be made use of when the sanctions of society and law are found insufficient to restrain the violence of oppression. »
3. ↑  « Here every private person is authorized to arm himself, and on the strength of this authority, I do not deny the inhabitants had a right to arm themselves at that time, for their defense, not for offence... »
4. ↑  « ... the matter of personal or individual self-defense, whether from wild animals or modern-day predators, does not fall within, nor is it dependent on, the Second Amendment rubric. Nothing in the history, construction, or interpretation of the Amendment applies or infers such a protection. Rather, legal protection for personal self-defense arises from the British common law tradition and modern criminal law; not from constitutional law. »
5. ↑  « It would give to persons of the negro race, who were recognized as citizens in any one State of the Union… the full liberty… to keep and carry arms wherever they went. »
6. ↑  « the right of the people to keep and bear arms (Art. II) is not infringed by laws prohibiting the carrying of concealed weapons »
7. ↑  « The Second Amendment protects an individual right to possess a firearm unconnected with service in a militia, and to use that arm for traditionally lawful purposes, such as self-defense within the home. »
8. ↑  « that the District’s ban on handgun possession in the home violates the Second Amendment, as does its prohibition against rendering any lawful firearm in the home operable for the purpose of immediate self-defense. »
9. ↑  « In the absence of any evidence tending to show that possession or use of a 'shotgun having a barrel of less than eighteen inches in length' at this time has some reasonable relationship to any preservation or efficiency of a well regulated militia, we cannot say that the Second Amendment guarantees the right to keep and bear such an instrument. »
10. ↑  « Second Amendment…has no other effect than to restrict the powers of the national government... »